# Lijst van straten in Bredevoort

Dit is een lijst van straatnamen in Bredevoort. Het stratenplan in het historische centrum van Bredevoort is vrijwel ongewijzigd gebleven sinds deze omstreeks 1550 op een kaart van Jacob van Deventer werden opgetekend. Dat blijkt met name uit de projectie van een moderne satellietkaart op de middeleeuwse versie. Alle straten binnen het historisch centrum werden in 1986 aangewezen als beschermd stadsgezicht.

## A
- Ambthuiswal - Walstraat vernoemd naar het Ambtshuis
- Ambtshof -

## B
- Bastionstraat - Vernoemd naar het bastion
- Bekendijk - Naar de Slingebeek
- Bleekwal - Hier was de Topsbleeke van Bredevoort
- Bolwerkweg - Liep voorheen dwars door de vestingwerken van Bredevoort
- Boterstraat - naar de boterfabriek

## F

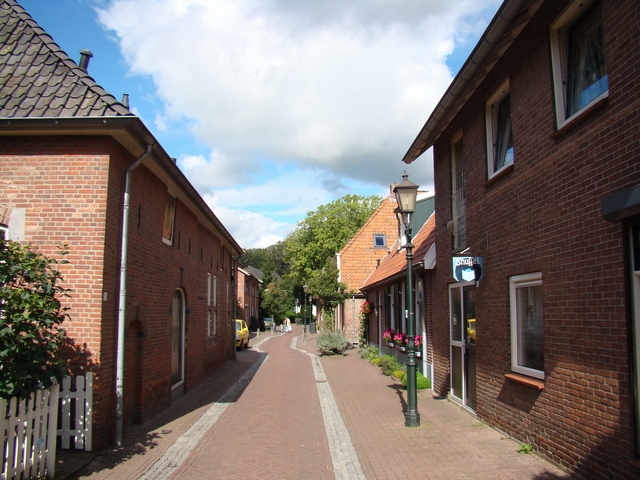
Gasthuisstraat

- Fekkengeste - naar Frederick Fekken, commies van 's lands magazijnen te Bredevoort. Hij werd opgevolgd door Benjamin Satink
- Frederik Hendrikstraat - naar prins Frederik Hendrik van Oranje (1584-1647), een halfbroer van prins Maurits van Oranje

## G
- Ganzenmarkt - naar de vroeger hier gehouden ganzenmarkt
- Ganzenpoelendijk - Weg naar boerderij De Ganzenpoel
- Gasthuisstraat - naar het voormalige gasthuis in Bredevoort.
- Te Gussinklohof - de oprichter van Dutch Button Works

## H
- Hozenstraat - naar de kousvorm, een Hozze is het Bredevoortse woord voor kous

## I
- Izermanstraat - "Izerman" was een alternatieve naam voor Bastion Onversaegt

## K

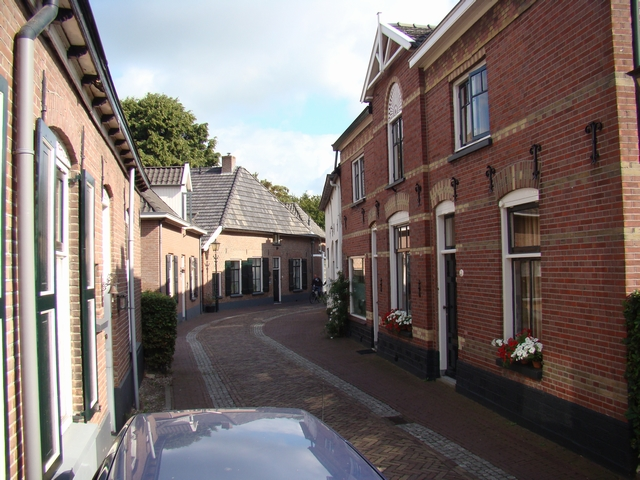
Kerkstraat

- Kerkstraat - naar de Sint-Georgiuskerk
- Kleine Gracht
- Kloosterdijk - naar het Klooster Schaer
- Koppelstraat - naar veldnaam de Koppele
- Kruittorenstraat - naar de ontplofte kruittoren tijdens de Kruittorenramp van 1646

## L
- Landstraat -

## M
- Markt
- Misterstraat - doorgaande weg naar Miste
- Muizenstraat - In 1782 wordt een huis aan deze straat vermeld genaamd het Muizenkasteel. Of het huis naar de straat is genoemd of andersom, is niet bekend.

## O
- Officierstraat - naar het vestingverleden van het stadje
- Ooievaarsdijk - Het is onbekend waarvan de naamgeving afkomstig is
- Otterstegge

## P

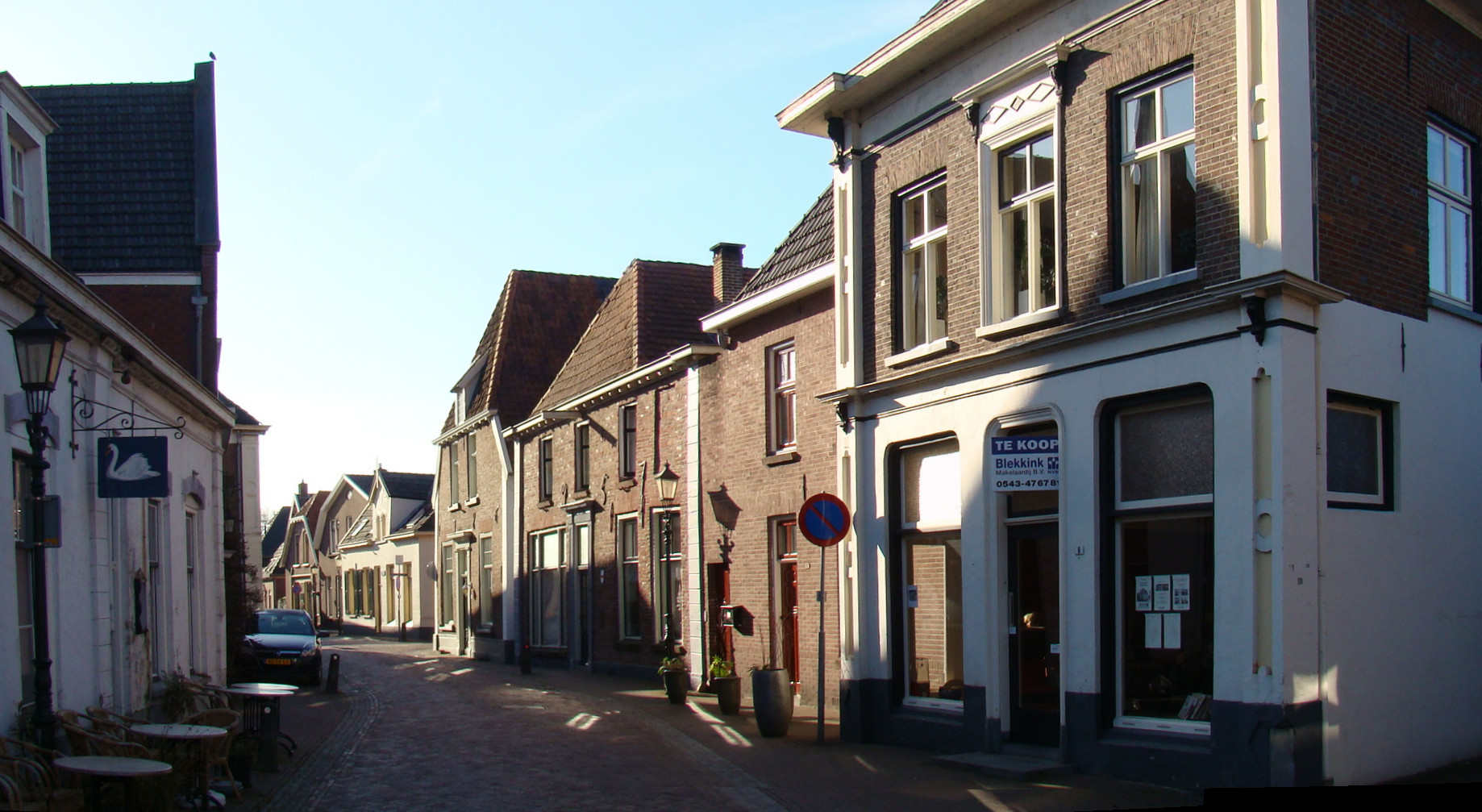
Landstraat

- Pastoorsdijk - naar de Pastoorshof, een stuk grond dat in eigendom was van de katholieke kerk
- Pater Jan de Vriesstraat - naar Pater Jan de Vries
- Prins Mauritsstraat - naar Prins Maurits van Oranje, een halfbroer van Prins Frederik Hendrik van Oranje (1584-1647)
- Prinsenstraat - naar Maurits van Oranje

## R
- Roelvinkstraat - naar Arnoldus Florentinus Roelvink laatste burgemeester van de gemeente Bredevoort

## S
- Schoolstraat - naar de school in deze straat
- Stadsbroek - was voorheen moeras waaraan Bredevoort haar strategische ligging dankte
- Stationsweg - aangelegd als aanvoerweg naar Station Bredevoort
- Stoffelsweg - naar Hendrickje Stoffels

## T

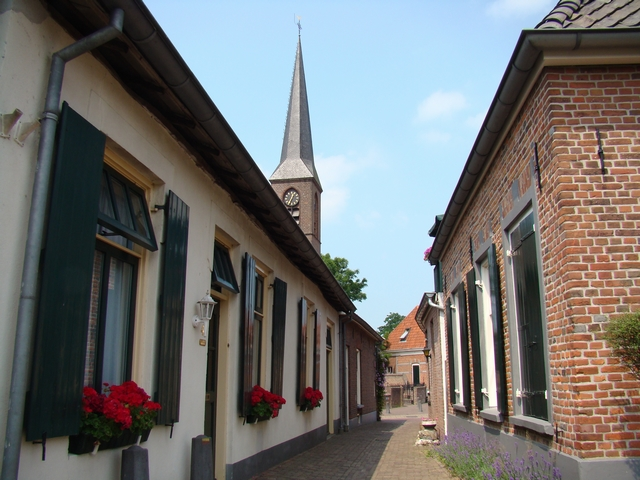
't Walletje

- Tramstraat - naar het tramstation van Bredevoort
- 't Walletje - naar de Courtinewal
- 't Zand - naar de gedempte kasteelgracht van Kasteel Bredevoort

## V
- Vismarkt - naar de vroeger hier gehouden vismarkt

## Z
- Zwanenbroekpad - naar het Zwanenbroek

Ambthuiswal · Ambtshof · Bastionstraat · Bleekwal · Boterstraat · Frederik Hendrikstraat · Ganzenmarkt · Gasthuisstraat · Hozenstraat · Izermanstraat · Kerkstraat · Kleine Gracht · Kloosterdijk · Koppelstraat · Kruittorenstraat · Landstraat · Markt · Muizenstraat · Officierstraat · Pater Jan de Vriesstraat ·  Prins Mauritsstraat · Prinsenstraat · Roelvinkstraat · Stadsbroek · Stationsweg · Vismarkt · 't Walletje · 't Zand